# دراسة استرشادية
دراسة استرشادية أو رائدة أو مشروع استرشادي (بالإنجليزية: Pilot Experiment) هي دراسة أولية صغيرة الحجم تُجرى بهدف تقييم الجدوى والتكلفة والمدة المطلوبة والآثار الجانبية وتحسين تصميم الدراسة قبل أداء مشروع بحثي واسع النطاق.
حسب التعريف: «تجارب عامة واسعة النطاق أو مشروعات تجريبية يتم إجراؤها في المشاريع الاجتماعية والاقتصادية والتقنية التي تحوي على مخاطر من أجل اختبار إمكانية القبول والجدوى الاقتصاديتين وإمكانات السوق والاستمثال في التجارب الميدانية». في مجال البحوث الاجتماعية التجريبية وعلم النفس يتم أيضًا إجراء التجارب أو الاستبيانات أو الاختبارات النفسية على نطاق أصغر من أجل تحديد وتصحيح الأخطاء أو القيام بتحسينات قبل بدء المشروع الفعلي.